# Список призёров Олимпийских игр по лякроссу
Ниже показаны все медалисты летних Олимпийских игр по лякроссу.

## Мужчины

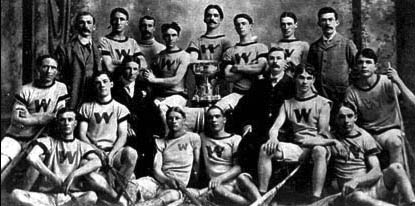
Канадская сборная Олимпиады 1904, ставшая первой чемпионкой Игр

| Год             | Золото | Серебро | Бронза |
| 1904, Сент-Луис | Канада Уильям Бёрнс · Эль Бланшар · Уильям Бренно · Джордж Бретц · Бенджамин Джемисон · Жорж Клутье · Сэнди Коуэн · Джордж Кэттенеч · Хиллиард Лайл · Стюарт Лейдлоу · Лоуренс Пентленд · Джек Флетт                                             | США А. Х. Венн · Вудс · Гибсон · Дж. У. Даулинг · Патрик Гроган · Мёрфи · Джордж Пассмур · Уильям Пассмур · Петридж · Росс · Салливан · Роберт Хантер | Канада Флэт Айрон · Олмайти Войс · Ред Джекет · Блэк Игл · Снейк Итер · Лайтфут · Халф Мун · Мэн Эфрейд Соуп · Споттид Тейл · Рейн ин Фейс · Блэк Хоук · Найт Хоук |
| 1908, Лондон    | Канада Патрик Бреннен · Джон Бродерик · Томас Горман · Ричард Дакетт · Фрэнк Диксон · Агнус Диллон · Кларенс Мак-Керроу · Д. Мак-Леод · А. Мара · Джордж Кэмпбелл · Джордж Ренни · Александр Тёрнбалл · Дж. Файон · Генри Хубин · Эрнст Хэмилтон | Великобритания Густав Александер · Дж. Александер · Джордж Баклэнд · Л. Блоки · В. Гибли · Э. Даттон · Эдвард Джонс · Уилфрид Джонсон · Ф. Джонсон · Р. Мартин · Г. Мейсон · Г. Дж. Мейсон · Дж. Маркер-Смит · Х. Рэмси · Чарльз Скотт · Норман Уитли · С. Хэйес · Х. Шоррокс | — |